# Улица Сибревкома
Улица Сибревко́ма (до 1924 года — Вознесенская) — улица в Центральном районе Новосибирска. Начинается от Красного проспекта, пересекает Серебренниковскую улицу и заканчивается в квартале между Каменской магистралью и Серебренниковской улицей (~ 77 м до Каменской магистрали).

## Исторические здания
- № 12 — Доходный дом мещанина А. Ф. Выходцева — двухэтажное здание, построенное в 1911 году. Памятник архитектуры регионального значения[2].

- № 18 — Дом В. В. Никитина — дом, построенный в 1914—1915 годах. В 1924 году дом был продан акционерному обществу «Аркос», а в 1930 году — «Союзптицепродукту». В 1961 году дом был передан «Росмясомолстроймонтажу», а позднее — «Госагропрому»[3]. По состоянию на 2019 год — административное офисное здание.

- Александровское училище — историческое здание, построенное в 1912 году. Расположено на углу улиц Серебренниковской и Сибревкома. Архитектор — А. Д. Крячков. В здании находится средняя общеобразовательная школа № 12, которую окончили такие известные люди как композитор А. С. Зацепин, политический деятель Е. К. Лигачёв, народный артист Российской Федерации Ю. В. Назаров, учёный и член-корреспондент РАН В. В. Пухначёв[4].

- Стоквартирный дом — жилой дом, сооружённый в 1937 году. Архитектуры А. Д. Крячков и В. С. Масленников. Находится на углу Красного проспекта и улицы Сибревкома. 11 декабря 1937 года на Всемирной выставке в Париже проект здания удостоился гран-при, золотой медали и диплома 1-й степени. Памятник архитектуры федерального значения[5].

## Памятники
- Памятник светофору — скульптурная композиция, изображающая постового и светофор. Памятник установлен в 2006 году на месте, где в 1940-е годы находился первый в Новосибирске светофор[6].

- Памятник Архитектору А. Д. Крячкову — скульптурное произведение, установленное в сквере напротив лицевого фасада 100-квартирного дома в 2008 году[7].

- Швейная машинка — декоротивное сооружение, представляющее собой швейную машинку. Установлено в 2011 году в честь 90-летия компании «Синар». Располагается возле здания этой компании[8].

## Организации
- Синар, швейная фабрика
- Средняя общеобразовательная школа № 12
- Московский патриархат Русской православной церкви (Новосибирская митрополия).
- Сибречпроект
- Прокуратура Новосибирского района